# Tam Hoàn
Tam Hoàn (tiếng Trung: 三桓; bính âm: Sān Huán), tức ba gia tộc quyền thần giữ chức khanh được hưởng thế tập ở nước Lỗ thời Xuân Thu trong lịch sử Trung Quốc, cầm quyền chính trong gần 300 năm ở đất nước này, gồm Thúc tôn thị, Mạnh tôn thị và Quý tôn thị, hậu duệ của Lỗ Hoàn công (712 TCN-694 TCN), vị vua thứ 12 của nước Lỗ, bắt đầu cầm quyền ở nước Lỗ từ thời Lỗ Trang công (693 TCN-662 TCN), vị vua thứ 13 của nước Lỗ.

## Thành lập
Nguyên Lỗ Hoàn công có người con trưởng là công tử Khánh Phủ, tức Cung Trọng (慶父) nhưng không phải do chính thất sinh ra nên không lập làm thế tử. Sau Hoàn công lấy phu nhân Văn Khương, con gái Tề Hi công, sinh ra ba người con là công tử Đồng, tức Lỗ Trang công, công tử Thúc Nha (叔牙) và công tử Quý, tức Quý Hữu (季友). Sau khi Lỗ Trang công lên ngôi, cả ba công tử còn lại đều được cầm quyền chính, sau hình thành nên tam đại gia tộc. Do ba nhà đều là hậu duệ của Lỗ Hoàn công nên gọi là "Tam Hoàn", cùng với các gia tộc như Tang, Hậu... cầm quyền ở nước Lỗ.
Năm 662 TCN, Lỗ Trang công lâm bệnh, công tử Khánh Phủ trước đã tư thông với vợ Trang công là Ai Khương, có ý cướp ngôi vua, Thúc Nha lại cùng phe với Khánh Phủ. Trước khi mất, Lỗ Trang công phó thác con là Ban cho Quý Hữu. Quý Hữu sợ Khánh Phủ và Thúc Nha làm loạn bèn đưa rượu độc bức tử Thúc Nha. Không lâu sau Lỗ Trang công mất, công tử Ban kế vị. Khánh Phủ và Ai Khương bàn nhau lập người con nhỏ của Lỗ Trang công với Thúc Khương (em gái Ai Khương) là công tử Khải còn ít tuổi lên ngôi, do đó Khánh Phủ dự định giết Cơ Ban.
Cơ Ban vừa lên ngôi được 2 tháng thì Khánh Phủ sai một người tên Lạc (người có tư thù với Cơ Ban) giết chết tại nhà mẹ đẻ là Đảng Thị, lập công tử Khải làm vua Lỗ mới, tức là Lỗ Mẫn công, tự mình làm phụ chính. Quý Hữu chạy sang nước Trần. Khánh Phủ muốn tự mình làm vua, lại bàn với Ai Khương muốn cướp ngôi của Mẫn công. Ai Khương đồng tình. Năm 660 TCN, Khánh Phủ sai thủ hạ là Bốc Kỳ mang quân tập kích giết chết Lỗ Mẫn công tại cửa cung.
Quý Hữu nghe tin, vội trở về nước Lỗ, đón con thứ của Lỗ Trang công là công tử Thân chạy sang nhà Chu báo cáo và cầu cứu.
Khánh Phủ bị người trong nước căm ghét và muốn giết, nên sợ hãi cùng Ai Khương bỏ chạy sang nước Cử. Quý Hữu rước công tử Thân về nước Lỗ lập làm vua mới, tức là Lỗ Hi công.
Nước Cử đuổi công tử Khánh Phủ không dung nạp. Khánh Phủ nhờ công tử Ngư nước Lỗ xin hộ cho về nước, nhưng Quý Hữu không thuận, buộc Khánh Phủ tự tử và hứa sẽ không tuyệt diệt con cháu. Khánh Phủ cùng đường phải thắt cổ tự vẫn. Lỗ Hi công dùng Quý Hữu làm tướng, phong cho ấp Phí, lập ra họ Quý, lại phong cho con Khánh Phủ là công tôn Ngao ở đất Thành (Mạnh tôn thị) và con Thúc Nha là công tôn Tư ở đất Hậu (Thúc tôn thị), chính thức lập ra Tam Hoàn.

## Cầm quyền

### Tương Trọng phế lập
Lỗ Trang công có người con nhỏ là công tử Toại được phong đất Đông Môn, tức Đông Môn Tương Trọng, cũng được cầm quyền chính. Trọng tôn Ngao lấy hai người con gái nước Cử là Đái Kỉ và Thanh Kỉ. Do Đái Kỉ chết trước, Trọng tôn Ngao đến nước Cử dâng sính lễ hỏi cưới, người nước Cử khuyên ông lấy Thanh Kỉ làm kế thất, Trọng tôn Ngao lại cầu hôn một người con gái nước Cử cho Tương Trọng.
Năm 620 TCN, Trọng tôn Ngao sang Cử đón Cử nữ sang, nhưng lại say mê sắc đẹp của Cử nữ, lén thông dâm với nhau. Tương Trọng tức giận, xin Lỗ Văn công giúp binh đánh Trọng tôn Ngao, Lỗ Văn công không chịu, hoà giải cho anh em Trọng tôn Ngao, và bắt Trọng tôn Ngao trả Cử nữ về nước.
Năm 619 TCN, Chu Tương vương qua đời, Trọng tôn Ngao đến điếu tang, sau phải trốn sang nước Cử để gặp Cử nữ, sau nhớ cố quốc, nhờ con là Trọng tôn Cốc giúp mình về nước. Tương Trọng bắt Trọng tôn Ngao không được tham gia chính sự nữa mới cho về. Tuy nhiên chỉ hai năm sau lại trốn sang nước Cử. Năm 613 TCN, Trọng tôn Ngao lại xin về, nhưng mất giữa đường. Từ đó quyền hành nước Lỗ lọt vào tay Tương Trọng
Năm 609 TCN, Lỗ Văn công qua đời. Nguyên Văn công có người con lớn là công tử Nỗi nhưng do thứ thiếp là Kính Doanh sinh ra, còn phu nhân Khương thị sinh công tử Ác và công tử Thị. Tương Trọng muốn phế trưởng lập thứ, ngầm bí mất nhờ Tề Huệ công giúp đỡ, còn mình lừa công tử Ác và công tử Thị bắt giết, đồng thời giết cả Thúc Trọng Huệ bá trung thành với công tử Ác. Tương Trọng lập công tử Nỗi lên làm vua tức Lỗ Tuyên công, tự mình làm Chính khanh, nắm trọng quyền nước Lỗ.

### Liên hợp đuổi Quy Phụ
Năm 601 TCN, Tương Trọng qua đời, con là công tôn Quy Phụ lên thế tập làm khanh tướng nước Lỗ. Bấy giờ Tam Hoàn lớn mạnh, Lỗ Tuyên công và Quy Phụ lo lắng, ngằm liên lạc với nước Tề và nước Sở để áp chế Tam Hoàn. Năm 591 TCN, Lỗ Tuyên công sai công tôn Quy Phụ cầu cứu nước Tấn giúp mình đánh đuổi Tam Hoàn, bị Quý tôn Hàng Phủ phát hiện. Cùng năm Lỗ Tuyên công qua đời, con là Lỗ Thành công lên nối ngôi, Quý tôn Hàng Phủ khống chế triều chính, Quy Phụ hoảng sợ trốn sang nước Tề. Từ đó Tam Hoàn trở thành ba gia tộc mạnh nhất ở nước Lỗ.

### Tam Hoàn tranh đấu
Quý tôn Hàng Phủ sau khi đuổi công tôn Quy Phụ đã tự mình nắm quyền chính nước Lỗ. Thúc tôn Kiều Như không phục Quý tôn Hàng Phủ, năm 584 TCN, nước Ngô đánh nước Đàm (郯). Vì Đàm cách Lỗ không xa, Quý tôn Hàng Phủ sợ nước Ngô sẽ đánh tới mình, bèn sang cầu cứu nước Tấn, Thúc tôn Kiều Như bí mật gièm pha với nước Tấn về Quý tôn Hàng Phủ, tuy nhiên Quý Tôn Hàng Phủ lại thuyết phục các đại phu nước Tấn thả mình về.
Quý tôn Kiều Như vốn thông dâm với Lỗ Tuyên công phu nhân, mẹ của Lỗ Thành công là Mục Khương, năm 575 TCN, Quý tôn Hàng Phủ và Trọng tôn Miệt biết tin bèn tịch thu gia sản của họ Thúc. Mục Khương tức giận, bảo Lỗ Thành công đuổi hai họ Quý, Mạnh ra khỏi nước Lỗ. Lỗ Thành công lúc ấy đang hợp quân với nước Tấn tham gia trận Yển Lăng nên từ chối. Mục Khương bèn xúi hai em Lỗ Thành công là công tử Yển và công tử Tư làm loạn chống vua anh. Lỗ Thành công biết tin, tăng cường phòng bị. Sau Lỗ Thành công và Quý tôn hàng Phủ đến hội chư hầu, gièm pha với tướng nước Tần là Khước Thù rằng Lỗ Thành công phản Tấn, Khước Thù báo với Tấn Lệ công, vua Tấn bèn không triệu kiến Lỗ Thành công và bắt giữ Quý tôn Hàng Phủ.
Tuy nhiên Lỗ Thành công lại sai sứ đến hòa giải với nước Tấn, nên nước Tấn thả Quý tôn Hàng Phủ về, Thúc tôn Kiều Như bị đuổi sang nước Tề, em là Thúc tôn Báo được lên thế tập.
Những năm tiếp theo, thế lực của Tam Hoàn ngày càng mạnh và tiếp tục lấn át vua Lỗ.

### Đuổi Lỗ Chiêu công
Sau gần 60 năm, Tam Hoàn lại tiếp tục gây ra việc phế lập tiếp theo. Năm 517 TCN, Lỗ Chiêu công bất mãn với họ Quý, hợp quân với Hậu Chiêu bá và Tang Chiêu bá đánh Quý tôn Ý Như. Hai nhà Mạnh tôn, Thúc tôn đem quân cứu họ Quý, giết Hậu Chiêu bá và đánh bại quân của Lỗ Chiêu công. Lỗ Chiêu công chạy sang nước Tề.
Năm 516 TCN, Vệ Linh công và Tống Cảnh công sai sứ sang Tấn, đề nghị nước Tấn giúp Lỗ Chiêu công về nước, trị tội họ Quý. Tam Hoàn sai sứ sang đút lót cho đại phu họ Phạm để nước Tấn đừng giúp Lỗ Chiêu công. Lục khanh tâu với Tấn Khoảnh công rằng họ Quý không có lỗi. Vì vậy nước Tấn không ra tay giúp Lỗ Chiêu công.
Tề Cảnh công bèn mang quân đánh Lỗ, lấy đất Vận cho Lỗ Chiêu công ở. Năm 511 TCN, Tấn Định công lại muốn giúp Lỗ Chiêu công về nước. Tuy nhiên Quý tôn Ý Như lại đến đút lót cho đại phu Sĩ Ưởng và Tuân Lịch, nên các đại phu nước Tấn biện hộ giúp họ Quý với Tấn Định công, khiến Lỗ Chiêu công đến hết đời vẫn không về nước được.
Năm 510 TCN, Lỗ Chiêu công mất, Tam Hoàn lập công tử Tống lên nối ngôi tức Lỗ Định công.

### Loạn gia thần
Sau khi từng bước nắm giữ và khống chế quyền lực ở nước Lỗ, thì ngay trong nội bộ Tam Hoàn, thế lực các gia thần lại nổi lên. Dương Hổ (gia thần họ Quý) và Công Sơn Phất Nữu (họ Thúc) muốn đánh đổ Tam Hoàn, lấy Quý Ngụ thay họ Quý, Thúc tôn Triếp thay họ Thúc còn mình thay họ Mạnh. Trước đó năm 505 TCN, khi Quý tôn Ý Như chết, Dương Hổ đanh làm ấp tể, nắm giữ quyền lực. Quý tôn Tư có người bề tôi là Trọng Lương Hoài có hiềm khích với Dương Hổ. Dương Hổ muốn đuổi Trọng Lương Hoài, nhưng Công Sơn Phất Nữu ngăn lại nhưng ông không nghe. Mùa thu năm ấy, Dương Hổ bắt Trọng Lương Hoài. Quý tôn Tư nổi giận định trị tội Dương Hổ. Dương Hổ liền bắt giam Quý tôn Tư, ép ăn thề với mình, rồi mới tha ông ta ra. Từ đó Dương Hổ nắm hết quyền chính họ Quý.
Trước âm mưu của Dương Hổ, gia thần họ Mạnh là Công Liễm Xử Phụ nói với Mạnh tôn Vô Kị (Mạnh Ý tử) nên phòng bị. Mạnh tôn Vô Kị mộ ba trăm tráng sĩ, giả làm gia nô để đề phòng.
Năm 502 TCN Dương Hổ đưa Quý tôn Tư lên xe đi tế lễ và sai quân đuổi theo định giết chết. Quý tôn Tư nhờ người lái xe là Lâm Sở nên trốn thoát sang họ Mạnh. Mạnh tôn Vô Kị đã đề phòng, sai quân ra đánh giết Dương Việt.
Dương Hổ nghe tin Dương Việt thua trận bèn trở về, bắt Lỗ Định công và Thúc tôn Vũ thúc sang đánh họ Mạnh. Công Liễm Xử Phụ đem quân từ đất Thành ra cứu họ Mạnh, Dương Hổ thất bại, trốn sang nước Tề.

### Kiêm tính nước Lỗ
Sang thời Lỗ Ai công (494 TCN-469 TCN), thế lực của Tam Hoàn tiếp tục phát triển, tham gia trực tiếp vào các cuộc chiến tranh với nước Tề và nước Ngô. Năm 469 TCN, Lỗ Ai công sợ Tam Hoàn cường thịnh, nên cầu cứu nước Việt để đánh Tam Hoàn. Tháng 8 năm đó, Tam Hoàn bèn liên hợp với nhau đánh Lỗ Ai công. Lỗ Ai công phải trốn sang nước Vệ. Không lâu sau người nước Lỗ đến đón Lỗ Ai công về, nhưng giữa đường thì mất ở đất Hữu San. Tam Hoàn lập con Ai công là Cơ Ninh lên nối ngôi tức Lỗ Điệu công. Từ thời Lỗ Điệu công, Tam Hoàn hoàn toàn kiểm soát chính sự nước Lỗ, vua Lỗ không còn quyền lực.

## Bị tiêu diệt
Năm 415 TCN, Lỗ Mục công lên ngôi, muốn trừ bỏ Tam Hoàn, khôi phục uy tín của nhà vua, đã tiến hành cải cách, thu hồi lại quyền chính từ tay Tam Hoàn về lại tay vua Lỗ. Mạnh tôn thị và Thúc tôn thị chạy sang nước Tề, còn Quý tôn thị là thế lực mạnh nhất, lấy ấp phong của mình là đất Phí đem li khai khỏi nước Lỗ, lập ra nước Phí (費).

## Thủ lĩnh Tam Hoàn

### Quý tôn thị
1. Quý Thành tử (Quý Hữu)
2. Quý Văn tử (Quý tôn Hàng Phủ)
3. Quý Vũ tử (Quý tôn Túc)
4. Quý Bình tử (Quý tôn Ý Như)
5. Quý Hoàn tử (Quý tôn Tư)
6. Quý Khang tử (Quý tôn Phì)
7. Quý Chiêu tử (Quý tôn Cường)
8. Phí Huệ công (lập ra nước Phí)

### Thúc tôn thị
1. Hi thúc (tức công tử Thúc Nha)
2. Thúc tôn Đái bá (công tôn Tư)
3. Thúc tôn Trang thúc (Thúc tôn Đắc Thần)
4. Thúc tôn Tuyên bá (Thúc tôn Kiều Như)
5. Thúc tôn Mục tử (Thúc tôn Báo)
6. Thúc tôn Chiêu tử (Thúc tôn Xước/Nhược)
7. Thúc tôn Thành tử (Thúc tôn Phi Cảm)
8. Thúc tôn Vũ Thúc (Thúc tôn Châu Cừ)
9. Thúc tôn Văn tử (Thúc tôn Thứ)

### Mạnh tôn thị
1. Cung Trọng, tức Khánh Phủ
2. Mạnh Mục bá (Công tôn Ngao)
3. Mạnh Văn bá (Trọng tôn Cốc)
4. Mạnh Huệ thúc (Trọng tôn Nạn)
5. Mạnh Hiến tử (Trọng tôn Miệt)
6. Mạnh Trang tử (Trọng tôn Tốc)
7. Mạnh Hiếu bá (Trọng tôn Yết)
8. Mạnh Hi tử (Trọng tôn Quắc)
9. Mạnh Ý tử (Trọng tôn Hà Kị)
10. Mạnh Vũ bá (Trọng tôn Trệ)
11. Mạnh Kính tử (Trọng tôn Thiệp)